# Tholen (presqu'île)
 (avril 2012).
Si vous disposez d'ouvrages ou d'articles de référence ou si vous connaissez des sites web de qualité traitant du thème abordé ici, merci de compléter l'article en donnant les références utiles à sa vérifiabilité et en les liant à la section « Notes et références ».
Pour les articles homonymes, voir Tholen.
L'ancienne île de Tholen, aujourd'hui une presqu'île, est une des constituantes de la province de Zélande.
Avec l'ancienne île de Sint Philipsland, elle forme la commune de Tholen.
La presqu'île est entourée par:
- Le Krabbenkreek (ruisseau de crabe) entre les îles de Tholen et St. Philipsland
- Les bras Mastgat et Keeten de l'estuaire de l'Escaut qui la séparent de Schouwen-Duiveland
- L'Escaut oriental.
- Le Canal de l'Escaut au Rhin, à la frontière de la Zélande et du Brabant-Septentrional